# Âme Strong
Âme Strong est un groupe d'electropop français.

## Biographie
Pascale Hospital et Andy Shafte ont d'abord fait partie du groupe SDA qui a composé Vous êtes un arbre, proposé sur la compilation PUR (Paris Union Recording), publié en 1992 sur le label DELABEL. Le sample est tiré d'une méthode de relaxation et la mélodie est une reprise du Prologue des Brigades du tigre du compositeur Claude Bolling. Pascale Hospital était également l'auteure de la plupart des morceaux de l'album Couleurs de l'amour du groupe Native. Andy Shafte est un rappeur et un DJ. Son premier morceau s'intitule Woohlambada! (1989). Il rappe sur Différence (1991) de Karo, et c'est lui qui accompagne l'accordéon d'Yvette Horner dans le morceau Play Yvette (1990). Il a participé à l'album Les petites notes de Liane Foly avec Allioum Ba (ce dernier, avec André Manoukian, ayant collaboré à l'album de L'Âme Strong) et a remixé plusieurs morceaux dont la reprise d'Arno du titre Les yeux de ma mère en 1995.
En 1993, sous le nom d'Âme Strong SA, ils sortent Tout est bleu, clippé par Philippe Gautier, ce titre est présent sur plusieurs compilations dont Café del Mar vol.5, Paris is Sleeping - Respect is Burning et Lazy Hours. Il est également remixé par plusieurs DJ dont François Kevorkian. Sortent en 1996 les singles Guette l'aube et Bout à bout, extraits de leur unique album Combat des sens.
Leur single Un tout petit bout de nuit parait en 2005. Cette même année, en janvier, Pascale décède à l'âge de 45 ans,.

## Discographie

### Album studio
- 1996 : Combat des sens

1. Ame Strong theme (0:55)
2. Bout à bout (5:24)
3. Rendez-vous en ville (5:40)
4. Combat des sens (4:14)
5. Abuser (3:50)
6. Oh ! No ! (2:06)
7. Je m'aime plus fort (3:58)
8. La belle humaine (6:24)
9. Tout est bleu (3:42)
10. Check in (5:39)
11. La vie claire (4:16)
12. Guette l'aube (4:45)
13. Deux mains pour demain (4:46)
14. Tant pis (4:35)
15. Deux minutes de plaisir (8:23)
16. Ame Strong theme (0:49)

### Singles
- 1993 : Tout est bleu
- 1996 : Guette l'aube
- 1996 : Bout à bout
- 2005 : Un tout petit bout de nuit